# Faculté de géographie et de géoécologie de l'université d'État de Saint-Pétersbourg

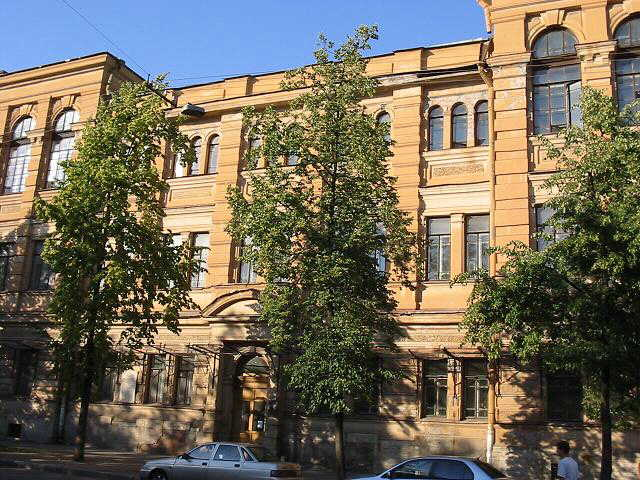
Façade de la faculté, anciennement cours Bestoujev.

La faculté de géographie et de géoécologie est une des facultés de l'université d'État de Saint-Pétersbourg et l'une des facultés de géographie parmi les plus anciennes de Russie.

## Historique

### Avant la faculté
Les sciences géographiques et leur enseignement commencent à se développer à Saint-Pétersbourg, lorsque Pierre le Grand ordonne la fondation de l'université académique en 1724. En 1745 le premier atlas géographique de Russie est publié et, au milieu des années 1760, Lomonossov met au point un nouveau programme de géographie physique, avec de nouveaux manuels, pour les étudiants. C'est à eux que l'on doit l'apparition de termes tels que « géographie économique » ou « cartographie économique ».
Lorsque l'université de Saint-Pétersbourg connaît un renouveau en 1819, les cours de géographie et de statistiques sont donnés par des professeurs comme Hermann, Arseniev, ou encore Ziablovski. La chaire de géographie est ouverte à la faculté d'histoire et de philologie de l'université.
- En 1835, il est formé selon la dernière réforme universitaire une chaire de physique et de géographie physique auprès de la faculté de physique et de mathématiques de l'université impériale de Saint-Pétersbourg. Elle est dirigée par l'académicien Lenz, grand savant de cette époque[1]. Elle est dirigée à partir de 1865 par son fils P. Lenz qui fait donner pour la première fois des cours uniquement réservés à l'hydrologie, à la météorologie, à la géodésie et à la zoogéographie.
- La Société géographique de Russie est formée en 1845 et ses activités favorisent le développement des sciences géographiques et de son enseignement en Russie.
- C'est en 1864 que la faculté d'histoire et de philosophie fonde une chaire de géographie et d'ethnographie en conformité avec la nouvelle réforme universitaire.
- En 1887, la chaire de géographie et d'ethnographie est transférée selon la proposition de l'université au département de sciences naturelles de la faculté de physique et de mathématiques. Elle est dirigée alors par un géographe fameux, le professeur Eduard Petri de l'université de Berne[2]. Après sa mort en 1899, Piotr Braounov lui succède et en 1916, Lev Berg, biologiste et géographe, fondateur de l'école soviétique d'écologie.  Des cours sont donnés à cette chaire par d'éminents savants, comme Alexandre Voïeïkov, Vassili Dokoutchaïev ou encore Pavel Kostytchev. Après la création d'une nouvelle chaire, le professeur Voïeïkov est envoyé à l'étranger afin d'étudier la façon dont la géographie est enseignée. C'est ainsi qu'apparaissent deux chaires à la faculté de physique et de mathématiques: la chaire de physique et de géographie physique (qui comporte un enseignement de la géographie sociale) et la chaire de géographie physique et d'ethnographie (la géographie étant la matière de base).
- L'année 1906 voit apparaître le Cercle géographique à l'université impériale de Saint-Pétersbourg.
- En 1910, le cabinet de géographie du musée pédagogique ouvre un Bureau géographique, sous la direction de V. A. Adler, qui est bientôt remplacé par Lev Berg.
- Les Cours supérieurs de géographie commencent à être mis en place en 1916 auprès du comité de géologie formé par le professeur Dokoutchaïev, au département d'agriculture dirigé par le professeur Boïeïkov. La décision avait été prise le 14 mars 1914 et le Bureau géographique y est impliqué. Ce nouvel enseignement rencontre une grande popularité, sans pour autant donner un quelconque diplôme.
- C'est le 3 décembre 1918 que le commissariat du Peuple à l'éducation publie une ordonnance[3] à propos de la formation à partir du 1er septembre 1918 de l'Institut de géographie, devenant ainsi le premier établissement d'enseignement supérieur concernant la géographie en Russie. En 1919, ne nombre de professeurs et d'enseignants s'élève à quarante-cinq, avec un personnel de 18 employés, et 577 étudiants. L'institut est dirigé par le professeur Loukachevitch auquel succède en 1919 Alexandre Fersman. Deux facultés composent l'institut: la faculté de géographie générale et la faculté d'ethnographie; elles sont constituées de seize chaires: géographie sociale et géomorphologie;  géographie régionale; géographie des sols et géologie; géologie et paléontologie; pétrographie, minéralogie et cristallographie; météorologie et climatologie; hydrologie des cours d'eau et de la mer; géodésie et cartographie; astronomie; géodésie supérieure et mathématiques; géographie botanique et botanique; zoogéographie et zoologie; anthropologie, anatomie et physiologie de l'homme; ethnographie, paléoethnographie et linguistique; statistique; géographie économique et enseignement de l'agriculture; physique et chimie. Un collegium de savants est également formé pour les recherches.
- La première station d'études pour les études pratiques est fondée en 1921 à Sablino, près de Pétrograd, et existe toujours.
- En 1922, le collegium de l'institut forme un institut géographico-économique (ГЭНИИ, Guenni), qui est indépendant. Piotr Braounov en est le premier directeur.

### Histoire de la faculté
- L'institut de géographie est transformé le 15 mai 1925 en faculté géographie et l'institut de recherches en géographie économique lui est rattaché. Jusqu'en 1930, la faculté est divisée en trois départements: géographie générale, ethnographie et anthropologie. Le premier doyen est Alexandre Fersman auquel succède Yakov Edelstein. Par la suite le nombre de chaires augmente.
- En 1930, l'université est réorganisée et devient faculté de géographie et de géophysique. La chaire d'ethnographie et d'anthropologie passe à l'institut d'histoire et de littérature de l'université de Léningrad (devenu en 1937 la faculté de philologie et d'arts, et аujourd'hui se trouvant au sein de la faculté d'histoire de l'université de Saint-Pétersbourg).
- En 1931-32, les autorités suppriment les facultés et les chaires de l'université qui deviennent de secteurs de préparation des cadres et c'est ainsi qu'est formé un secteur de préparation des géographes qui comprend aussi un enseignement de géologie qui est mis sous l'autorité de l'institut des Mines[4]
- En 1933, cette expérience prend fin et la faculté retrouve le nom de faculté de géologie et podologie et de géographie.
- Cette faculté est divisée en 1937 en département de géographie et en département de géologie et de pédologie[5].
- Pendant la guerre entre 1941 et 1945, un grand nombre d'enseignants et d'étudiants doivent partir pour le front. Une plaque apposée sur le mur de la faculté rappelle le souvenir de ceux qui sont tombés. L'université est évacuée à Saratov et retourne à Léningrad en 1944 après la fin du terrible siège de Léningrad.
- Avant 1981, la faculté change plusieurs fois de locaux. Après cette date, elle se trouve à la 10e ligne de l'île Vassilievski aux numéros 33-35, dans les locaux occupés avant la révolution par les cours Bestoujev.
- La faculté reçoit le nom de faculté de géographie et de géoécologie  en 1987. C'est la première de Russie à donner une qualification supérieure à des spécialistes à la fois en géographie et en écologie.
- Elle fête ses quatre-vingts ans en 2005.
- Le 22 octobre 2013, deux facultés de l'université forment l'institut des sciences de la terre[6].

En 2008, la faculté comptait 1 200 étudiants, dont des étrangers en provenance de quinze pays, avec 140 bourses et 50 places payantes.
La faculté participe à la publication de la revue Le Messager de l'université de Saint-Pétersbourg, série VII: géologie, géographie qui paraît quatre fois par an.

## Chaires

### Département de géographie

#### Géographie naturelle
- Géographie physique et planification écologiqueя;
- Géomorphologie;
- Biogéographie et conservation de la nature;

#### Géographie sociale
- Géographie régionale et tourisme international;
- Géographie économique et géographie sociale;
- Politique régionale et géographie politique.

### Département d'hydrométéorologie
- Climatologie et monitoring de la biodiversité;
- Hydrologie de la terre (génie hydrologique);
- Océanologie;

### Département d'écologie et des ressources naturelles
- Géoécologie et utilisation des ressources naturelles;
- Sécurité écologique et développement régional (cette chaire se trouve à l'Académie des sciences de Russie);

### Département de cartographie et de géoinformatique
- Cartographie et géoinformatique;

### Département d'aménagement agricole et du cadastre
- Aménagement agricole et cadastres.

## Source
- (ru) Cet article est partiellement ou en totalité issu de l’article de Wikipédia en russe intitulé « Факультет географии и геоэкологии Санкт-Петербургского государственного университета » (voir la liste des auteurs).